# Туркестанский рубль
Туркестанский рубль — номинированные в рублях денежные знаки, выпускавшиеся несколькими эмитентами на территории Туркестана в 1918—1920 годах

.

## Выпуск отделения Государственного банка г. Ташкента
19 февраля 1918 года Совнарком Туркестана в связи с острой нехваткой денежных знаков принял решение о выпуске собственных денежных знаков. В мае 1918 года были выпущены разменные денежные знаки образца 1918 года: 1, 3, 5, 10, 25, 50, 100 рублей. Общая сумма выпуска — 15 млн руб.

## Туркбоны
Следующий выпуск денежных знаков Туркестана был произведён с разрешения правительства РСФСР. 3 сентября 1918 года Совнарком РСФСР разрешил выпуск в обращение временных кредитных билетов Туркестанского края, получивших вскоре неофициальное название «туркбоны». Объём эмиссии первоначально был определён в 200 миллионов рублей, однако уже 17 сентября того же года объём эмиссии увеличен на 500 миллионов рублей. Последующие декреты Совнаркома РСФСР обычно запаздывали и фактически закрепляли в законодательном порядке уже происшедшие эмиссии.
1918 год:
- 3 сентября — 200 млн руб.
- 17 сентября — 500 млн руб.

1919 год:
- 1 марта — 1 400 млн руб.

1920 год:
- 20 января — 8 000 млн руб.
- 23 февраля — 10 000 млн руб.
- 5 мая — 15 000 млн руб.
- 15 июля — 32 000 млн руб.
- 31 декабря — 100 000 млн руб.

Несмотря на то, что 30 апреля 1918 года была провозглашена Туркестанская Советская Федеративная Республика, на всех купюрах было написано прежнее название территории — «Туркестанский край». Имелась также надпись об обязательном их приёме во все платежи наравне с кредитными билетами и об обеспечении временных кредитных билетов «всем достоянием Российской Республики».
Декретом Совнаркома РСФСР от 24 апреля 1919 года туркбоны получили право обращения наравне с общегосударственными знаками в Закаспийской, Самаркандской, Семиреченской, Сыр-Дарьинской, Ферганской, Тургайской, Акмолинской областях. Туркбоны использовались в обращении также в Бухаре и Хиве.
Выпускались банкноты:
- денежные знаки (без года): 50 копеек;
- временные кредитные билеты 1918 года: 1, 3, 5, 10, 25, 50, 100 рублей;
- временные кредитные билеты 1919 года: 50, 100, 250, 500 рублей;
- временные кредитные билеты 1920 года: 1000, 5000, 10 000 рублей.

С 1 января по 31 марта 1921 года была проведена унификация денежного обращения, туркбоны обменивались на общегосударственные денежные знаки (совзнаки) в соотношении: 10 рублей туркбонами = 1 рубль совзнаками.
- 100 рублей 1919 года. Аверс
- 100 рублей 1919 года. Реверс
- 1000 рублей 1920 года. Аверс
- 1000 рублей 1920 года. Реверс

## Выпуск Семиреченского областного совета
Выпускались банкноты:
- билеты 1918 года: 50 копеек;
- кредитные билеты 1918 года: 1, 3, 5, 10, 25, 50, 100 рублей;
- кредитные билеты (без указания года): 250 рублей;
- кредитные билеты 1919 года: 50, 100, 250, 500 рублей;
- временные разменные знаки (без указания года): 5 рублей.

На кредитных билетах имелась надпись об обеспечении их опием, хранящимся в Государственном банке, и всем достоянием области Семиречья.

## Выпуск Закаспийского временного правительства
В результате антибольшевистского восстания в Асхабаде 11—12 июля 1918 года власть на большей части территории Закаспийской области перешла к Закаспийскому временному правительству.
Выпускались банкноты:
- разменные денежные знаки Асхабадского отделения Народного банка 1919 года: 5, 10, 25, 50, 100, 250 рублей;
- денежные знаки 1919 года: 500 рублей[7].

## Выпуск Британской военной миссии
26 июля 1918 года Закаспийское временное правительство обратилось к англичанам с просьбой о военной помощи. Через два дня, 28 июля, прибыло первое британское подразделение, а 12 августа границу перешли основные силы интервентов. Британская военная миссия, руководил которой генерал У. Маллесон, располагалась в Асхабаде. В декабре 1919 года миссией были выпущены обязательства номиналом 500 рублей со сроком погашения через 3 месяца на сумму 15 млн руб. Обязательства, получившие неофициальное название «маллесоновки», были частично погашены путём обмена на разменные знаки Закаспийского правительства и «романовские» кредитные билеты.